# Sz Tsz Shan
Sz Tsz Shan är en kulle i Hongkong (Kina). Den ligger i den norra delen av Hongkong. Toppen på Sz Tsz Shan är 253 meter över havet.
Terrängen runt Sz Tsz Shan är kuperad.  Centrala Hongkong ligger 7,6 km söder om Sz Tsz Shan. I omgivningarna runt Sz Tsz Shan växer i huvudsak städsegrön lövskog.